# Anthony Marriott
Anthony John Crosbie Marriott (Londra, 17 gennaio 1931 – Londra, 17 aprile 2014) è stato un drammaturgo e attore inglese.

## Biografia
Come drammaturgo è noto soprattutto per essere stato l'autore, insieme ad Alistair Foot, della farsa Niente sesso, siamo inglesi (No Sex Please, We're British) che debuttò al Novello Theatre di Londra il 3 giugno 1971. Tale opera è stata rappresentata in 52 paesi e il 21 febbraio 1979 divenne la più longeva commedia nella storia mondiale del teatro. Una versione cinematografica con Ronnie Corbett venne realizzata nel 1973.
Marriott inoltre co-creò insieme a Roger Marshall la serie televisiva britannica Investigatore offresi (Public Eye).
Morì a Londra il 17 aprile 2014 all'età di 83 anni.

## Vita privata
Visse prevalentemente a Osterley, nella subregione Ovest di Londra, e fu un giudice di pace.
Nel 1956 sposò Heulwen Roberts, dalla quale ebbe 3 figli; la coppia rimase sposata fino alla morte di lei nel 1999.

## Altre opere
- Con Alistair Foot, Uproar in the House, Garrick Theatre e Whitehall Theatre, 1967–69
- Con John Chapman, Shut Your Eyes and Think of England, Apollo Theatre, 1977